# Mikel Azcona
Mikel Azcona Troyas (Arrigorriaga, 25 giugno 1996) è un pilota automobilistico spagnolo di origine basca, campione europeo TCR nel 2018 e 2021, e mondiale WTCR nel 2022.

## Carriera
Nel 2013 debutta nella Renault Clio Cup spagnola, classificandosi al nono posto. Confermato anche nel 2014, si classifica quinto.
Nello stesso anno debutta nella Renault Clio Eurocup nei colori della PCR Sport, classificandosi secondo.
Nel 2015 passa, insieme alla PCR Sport, alla SEAT León Eurocup. Nel nuovo campionato disputa un'ottima stagione, classificandosi al terzo posto. Confermato anche per la stagione successiva, riesce nuovamente a mettersi in mostra, classificandosi al secondo posto finale.
Le ottime prestazioni gli valgono nel 2017 il passaggio all'Audi Sport TT Cup, dove ancora una volta ottiene ottimi risultati ma non riesce ad aggiudicarsi il titolo, classificandosi secondo.
Nel 2018, in seguito allo scioglimento dell'Audi Sport TT Cup, viene nuovamente ingaggiato dalla PCR Sport per disputare le TCR Europe Touring Car Series, disputando per la prima volta un campionato non monomarca. Ancora una volta riesce a ottenere ottimi risultati, riuscendo inoltre a vincere il campionato e a ottenere il suo primo titolo in carriera.
Nel 2019, grazie alla vittoria del campionato l'anno precedente, diventa pilota ufficiale SEAT. Grazie al supporto della casa spagnola viene ingaggiato dalla PWR Racing per correre nella coppa del mondo turismo. A fine stagione si classifica sesto assoluto, riuscendo comunque a imporsi come il migliore tra i piloti SEAT.
Tra il 2023 e il 2024 prende parte ai Rookie test della Formula E guidando per il team NIO 333 Racing insieme a Daniil Kvjat, il primo test arriva a Berlino mentre il secondo a Misano.

## Risultati

### Eurocup Clio
(legenda) (Le gare in grassetto indicano la pole position) (Gare in corsivo indicano Gpv)
| Anno | Scuderia  | Vettura          | 1       | 2       | 3       | 4       | 5     | 6       | 7       | 8       | Pos. | Punti |
| ---- | --------- | ---------------- | ------- | ------- | ------- | ------- | ----- | ------- | ------- | ------- | ---- | ----- |
| 2014 | PCR Sport | Renault Clio Cup | ALC 1 3 | ALC 2 4 | NÜR 1 8 | NÜR 2 4 | LEC 1 | LEC 2 6 | JER 1 2 | JER 2 1 | 2°   | 121   |

### SEAT León Eurocup
(legenda) (Le gare in grassetto indicano la pole position) (Gare in corsivo indicano Gpv)
| Anno | Scuderia  | Vettura             | 1     | 2       | 3       | 4        | 5       | 6         | 7        | 8         | 9       | 10      | 11       | 12       | 13      | 14        | Pos. | Punti |
| ---- | --------- | ------------------- | ----- | ------- | ------- | -------- | ------- | --------- | -------- | --------- | ------- | ------- | -------- | -------- | ------- | --------- | ---- | ----- |
| 2015 | PCR Sport | SEAT León Cup Racer | LEC 1 | LEC 2 4 | EST 1 4 | EST 2 10 | SIL 1 3 | SIL 2 6   | RBR 1 6  | RBR 2 Rit | NÜR 1 3 | NÜR 2 6 | MNZ 1 12 | MNZ 2 4  | CAT 1 2 | CAT 2 Rit | 3°   | 66    |
| 2016 | PCR Sport | SEAT León Cup Racer | EST 1 | EST 2 5 | SIL 1 2 | SIL 2 6  | LEC 1 2 | LEC 2 Rit | MUG 1 15 | MUG 2 1   | RBR 1 2 | RBR 2   | NÜR 1    | NÜR 2 12 | CAT 1 4 | CAT 2 1   | 2°   | 226   |

### Audi Sport TT Cup
(legenda) (Le gare in grassetto indicano la pole position) (Gare in corsivo indicano Gpv)
| Anno | Scuderia   | Vettura     | 1         | 2        | 3       | 4     | 5     | 6       | 7       | 8       | 9       | 10      | 11        | 12      | 13      | 14      | Pos. | Punti |
| ---- | ---------- | ----------- | --------- | -------- | ------- | ----- | ----- | ------- | ------- | ------- | ------- | ------- | --------- | ------- | ------- | ------- | ---- | ----- |
| 2017 | Audi Sport | Audi TT Cup | HOC 1 Rit | HOC 2 10 | NÜR 1 C | NÜR 2 | NOR 1 | NOR 2 1 | ZAN 1 2 | ZAN 2 1 | NÜR 3 1 | NÜR 4 1 | RBR 1 Rit | RBR 2 7 | HOC 3 2 | HOC 4 1 | 2°   | 235   |

### TCR Europe Touring Car Series
(legenda) (Le gare in grassetto indicano la pole position) (Gare in corsivo indicano Gpv)
| Anno | Scuderia           | Vettura                    | 1       | 2       | 3       | 4       | 5       | 6       | 7       | 8        | 9       | 10      | 11      | 12      | 13      | 14       | Pos. | Punti |
| ---- | ------------------ | -------------------------- | ------- | ------- | ------- | ------- | ------- | ------- | ------- | -------- | ------- | ------- | ------- | ------- | ------- | -------- | ---- | ----- |
| 2018 | PCR Sport          | CUPRA TCR                  | LEC 1 3 | LEC 2 5 | ZAN 1   | ZAN 2 6 | SPA 1 3 | SPA 2 4 | HUN 1 4 | HUN 2 14 | ASS 1 9 | ASS 2   | MNZ 1 2 | MNZ 2 5 | CAT 1 5 | CAT 2 8  | 1°   | 181   |
| 2020 | Volcano Motorsport | CUPRA TCR                  | LEC 1   | LEC 2   | ZOL 1   | ZOL 2   | MNZ 1   | MNZ 2   | CAT 1   | CAT 2    | SPA 1   | SPA 2 1 | JAR 1   | JAR 2 4 |         |          | 11°  | 157   |
| 2021 | Volcano Motorsport | CUPRA Leon Competición TCR | SVK 1   | SVK 2   | LEC 1 6 | LEC 2   | ZAN 1   | ZAN 2   | SPA 1   | SPA 2 1  | NÜR 1   | NÜR 2 1 | MNZ 1 2 | MNZ 2 4 | CAT 1   | CAT 2 NP | 1°   | 432   |

### Coppa del mondo turismo
(legenda) (Le gare in grassetto indicano la pole position) (Gare in corsivo indicano Gpv)
| Anno | Scuderia                    | Vettura                    | 1        | 2         | 3         | 4         | 5       | 6        | 7       | 8       | 9         | 10      | 11       | 12       | 13       | 14       | 15       | 16        | 17      | 18      | 19      | 20        | 21        | 22       | 23      | 24       | 25       | 26       | 27       | 28       | 29    | 30       | Pos. | Punti |
| ---- | --------------------------- | -------------------------- | -------- | --------- | --------- | --------- | ------- | -------- | ------- | ------- | --------- | ------- | -------- | -------- | -------- | -------- | -------- | --------- | ------- | ------- | ------- | --------- | --------- | -------- | ------- | -------- | -------- | -------- | -------- | -------- | ----- | -------- | ---- | ----- |
| 2019 | PWR Racing                  | CUPRA TCR                  | MAR 1 15 | MAR 2 5   | MAR 3     | UNG 1 22  | UNG 2 4 | UNG 3 4  | SVC 1 9 | SVC 2 7 | SVC 3 5   | OLA 1 3 | OLA 2 5  | OLA 3 6  | GER 1 18 | GER 2 13 | GER 3 13 | POR 1 12  | POR 2 1 | POR 3 4 | CIN 1 3 | CIN 2 Rit | CIN 3 Rit | GPN 1 17 | GPN 2 8 | GPN 3 18 | MAC 1 19 | MAC 2 15 | MAC 3 20 | MAL 1 17 | MAL 2 | MAL 3 14 | 6°   | 226   |
| 2020 | Zengő Motorsport            | CUPRA Leon Competición TCR | BEL 1 16 | BEL 2 11  | GER 1 Rit | GER 2 4   | SVC 1 8 | SVC 2 4  | SVC 3 5 | UNG 1 6 | UNG 2 Rit | UNG 3 4 | SPA 1 4  | SPA 2 1  | SPA 3 7  | ARA 1 5  | ARA 2 3  | ARA 3 5   |         |         |         |           |           |          |         |          |          |          |          |          |       |          | 7°   | 168   |
| 2021 | Zengő Motorsport            | CUPRA Leon Competición TCR | GER 1 16 | GER 2 Rit | POR 1 10  | POR 2 Rit | SPA 1 2 | SPA 2 11 | UNG 1 2 | UNG 2 3 | CEC 1 7   | CEC 2   | FRA 1 13 | FRA 2 14 | ITA 1 11 | ITA 2 11 | RUS 1    | RUS 2 Rit |         |         |         |           |           |          |         |          |          |          |          |          |       |          | 7º   | 158   |
| 2022 | BRC Hyundai N Squadra Corse | Hyundai Elantra N TCR      | FRA 1 6  | FRA 2 1   | GER 1 C   | GER 2 C   | UNG 1   | UNG 2 8  | SPA 1 3 | SPA 2 1 | POR 1 8   | POR 2 3 | ITA 1 2  | ITA 2 3  | ALS 1 3  | ALS 2 3  | BHR 1    | BHR 2 4   | SAU 1 6 | SAU 2 3 |         |           |           |          |         |          |          |          |          |          |       |          | 1°   | 337   |

### Pure ETCR / ETCR
| Anno    | Squadra                  | Vettura                 | ITA | SPA | DAN | UNG | FRA |     | Punti | Pos. |
| ------- | ------------------------ | ----------------------- | --- | --- | --- | --- | --- | --- | ----- | ---- |
| 2021    | Cupra X Zengő Motorsport | CUPRA e-Racer           | 1   | 10  | 6   | 1   | 3   |     | 300   | 3°   |
| Anno    | Squadra                  | Vettura                 | FRA | UNG | SPA | BEL | ITA | GER | Punti | Pos. |
| 2022    | Hyundai Motorsport N     | Hyundai Veloster N ETCR | 4   | 4   | 5   | 4   | 1   | 8   | 408   | 5°   |
| Legenda |                          |                         |     |     |     |     |     |     |       |      |

### TCR World Tour
(legenda) (Le gare in grassetto indicano la pole position) (Gare in corsivo indicano Gpv)
| Anno | Scuderia                    | Vettura               | 1       | 2       | 3        | 4       | 5       | 6       | 7       | 8       | 9       | 10    | 11    | 12        | 13      | 14       | 15      | 16        | 17       | 18        | 19      | 20      | Pos. | Punti |
| ---- | --------------------------- | --------------------- | ------- | ------- | -------- | ------- | ------- | ------- | ------- | ------- | ------- | ----- | ----- | --------- | ------- | -------- | ------- | --------- | -------- | --------- | ------- | ------- | ---- | ----- |
| 2023 | BRC Hyundai N Squadra Corse | Hyundai Elantra N TCR | ALG 1 2 | ALG 2 4 | SPA 1 16 | SPA 2 8 | VAL 1 2 | VAL 2 5 | HUN 1 3 | HUN 2 4 | ELP 1 8 | ELP 2 | VIL 1 | VIL 2 Rit | SYD 1 3 | SYD 2 19 | SYD 3 6 | BAT 1 Rit | BAT 2 10 | BAT 3 Rit | MAC 1 4 | MAC 2 9 | 5°   | 341   |

## Palmarès
- Campionato europeo turismo: 2
2018, 2021
- Coppa del mondo turismo: 1
2022
- 24 Ore del Nurburgring 2023 nella categoria TCR con Hyundai Elantra N